# Pavel Ondrášek
Pavel Ondrášek (* 12. března 1971 Brno) je český pracovník ve vězeňství, od dubna 2014 do ledna 2016 generální ředitel Vězeňské služby ČR.

## Život
Vystudoval obor etopedie na Pedagogické fakultě Masarykovy univerzity (promoval v roce 2001 a získal tak titul Mgr.) V roce 2008 úspěšně absolvoval rigorózní řízení na téže fakultě a obdržel titul PhDr. V obou závěrečných pracích se zabýval pachateli trestné činnosti.
Od roku 1992 pracuje ve vězeňské službě, kde prošel různými funkcemi. V roce 2005 byl jmenován ředitelem Věznice Všehrdy na Chomutovsku a v roce 2007 se stal ředitelem odboru vězeňské a justiční stráže na Generálním ředitelství Vězeňské služby ČR.
V letech 2008 až 2009 byl ředitelem Vazební věznice Liberec. Od července 2009 do dubna 2014 zastával funkci ředitele Věznice Rapotice na Třebíčsku.
Když dne 4. dubna 2014 odvolala ministryně spravedlnosti ČR Helena Válková z funkce ředitele vězeňské služby Petra Dohnala, pověřila Pavla Ondráška jejím dočasným vedením. Ten se pak spolu s dalšími dvěma kandidáty zúčastnil výběrového řízení na post nového šéfa vězeňské služby. Na základě doporučení výběrové komise jej pak dne 28. dubna 2014 ministryně Válková jmenovala řádným generálním ředitelem Vězeňské služby ČR. Dne 28. října 2014 jej prezident Miloš Zeman jmenoval brigádním generálem.
Dne 18. prosince 2015 však Městský soud v Praze zrušil odvolání předchozího generálního ředitele Petra Dohnala z funkce. Ministr spravedlnosti ČR Robert Pelikán následně oznámil, že se Dohnal vrací na svou pozici a končí dosavadní šéf Ondrášek. O pět dní později (tj. 23. prosince 2015) ministr Pelikán konstatoval, že titul generální ředitel Vězeňské služby ČR používají dva lidé, Ondrášek i Dohnal, ale veškeré pravomoci má pouze Dohnal. Zároveň bylo zahájeno správní řízení, které mělo přezkoumat Ondráškovo jmenování. Dne 19. ledna 2016 jeho jmenování zrušil.
Od února 2016 do října 2016 sloužil Pavel Ondrášek jako bezpečnostní poradce na Generálním ředitelství cel Celní správy ČR. V září 2019 začal pracovat jako ředitel bezpečnostního odboru Ministerstva dopravy ČR a v listopadu 2019 se zároveň stal předsedou Výboru proti mučení a jinému nelidskému, krutému, ponižujícímu zacházení a trestání Rady vlády pro lidská práva. V květnu 2022 začal působit Ministerstvu životního prostředí ČR v pozici bezpečnostního ředitele.